# Judith Mackay
Judith Longstaff Mackay (Yorkshire, Grã-Bretanha, 1943) é uma conselheira política sénior da OMS e considerada uma das três pessoas mais perigosas do mundo conforme um memorando famoso de uma empresa da indústria tabaqueira.
Apesar de ser desconhecida do público europeu, americano e chinês, a sua luta contra o tabaco está na origem de várias legislações antitabaco da Europa.
Com 22 anos, licencia-se em Medicina e parte para Hong Kong - onde vive atualmente - para começar a exercer medicina. Foi nessa altura que se começou a cruzar com os malefícios do tabaco provocados no ser humano, independentemente da sua idade. É aí que cria a primeira associação anti-tabaco da Ásia. É também aí que começa a sua atividade contra todas as forma de publicidade ao tabaco e a venda de tabaco a crianças e adolescentes. É pela criação de zonas para não-fumadores em locais públicos, a regulação da indústria tabaqueira, o aumento substancial dos impostos sobre o tabaco (sendo, para ela, a forma mais eficaz de reduzir o consumo a curto prazo), a educação para a saúde dos mais novos e das mulheres e a obrigatoriedade da inserção de avisos nos maços de tabaco contra os seus malefícios.
A sua atividade em Hong Kong, em conjunto com as vitórias que foi conseguindo, foi originando pedidos de países vizinhos para os ajudar a montar programas de redução do consumo de tabaco e para aconselhar em matéria de regulação, legislação e campanhas públicas, quer por parte de organizações privadas quer por parte dos próprios Estados.
Num elogio escrito em 2007 para a revista TIME, escrito por Jeffrey Wigand, dirigente do departamento de investigação da empresa Brown & Williamson, do sector tabaqueiro, durante quatro anos, Machay é definida como uma pessoa movida por um profundo desejo de fazer o bem, que quis que fosse esse desejo a decidir o rumo da sua vida.
| “ | Se um ministro da Saúde me disser que não pode proibir completamente a publicidade do tabaco na televisão, peço.lhe para para a proíbir das 4 às 8 da noite, ou uma coisa parecida. Eles acabam por concordar quase sempre. | ” |

É autora dos livros 60 Years of Asian Heroes e Atlas do Tabaco, este último em conjunto com Michael Ericson e editado em várias línguas pela OMS.